# 中之島三井ビルディング
中之島三井ビルディング（なかのしまみついビルディング）は、大阪府大阪市北区中之島にある超高層ビル。

## 概要
旧中之島三井ビルディング（高橋貞太郎が設計、1933年竣工）の特徴であった縦線基調の外観を継承しつつ、ステンレス・石・ガラスで外装を構成されている。なお、中之島ダイビル側の西側壁面はシンプルな外観になっている。
上層階には東レ大阪本社が入居しており、東側の壁面上部に「'TORAY'」のロゴがある。
また、2002年からクリスマス・シーズンにはOSAKA光のルネサンスのイルミネーションとして、15階から30階までの東側ガラス面を利用して、ブラインドの開閉によりクリスマスツリーやサンタクロースなどの図柄を描く「ウインドー・アート」（OSAKA Buillumination）が行われていたが、12回目の2013年をもって終了した。
- 2002年12月　「クリスマスツリー」
- 2003年12月　「タマちゃんサンタ」
- 2004年12月　「赤鼻のトナカイ」
- 2005年12月　「キラキラツリー」
- 2006年12月25日 「親子雪だるま」
- 2007年12月25日 「サンタが街にやってきた」
- 2008年12月24日 「クリスマスツリー」
- 2009年12月24日 「Powder Snow Man!」
- 2010年12月24日 「HAPPYの贈り物」
- 2011年12月16日 「HOPE希望への輝き」
- 2012年12月25日 「HAPPY XMAS」
- 2013年12月24日 「THANK YOU」

大阪まちなみ賞奨励賞（2003年）、2003年グッドデザイン賞、照明普及会賞（2003年）を受賞。

## 周辺情報
- 中之島 (大阪府)
- 中之島ダイビル（西隣の超高層ビル）

## ギャラリー

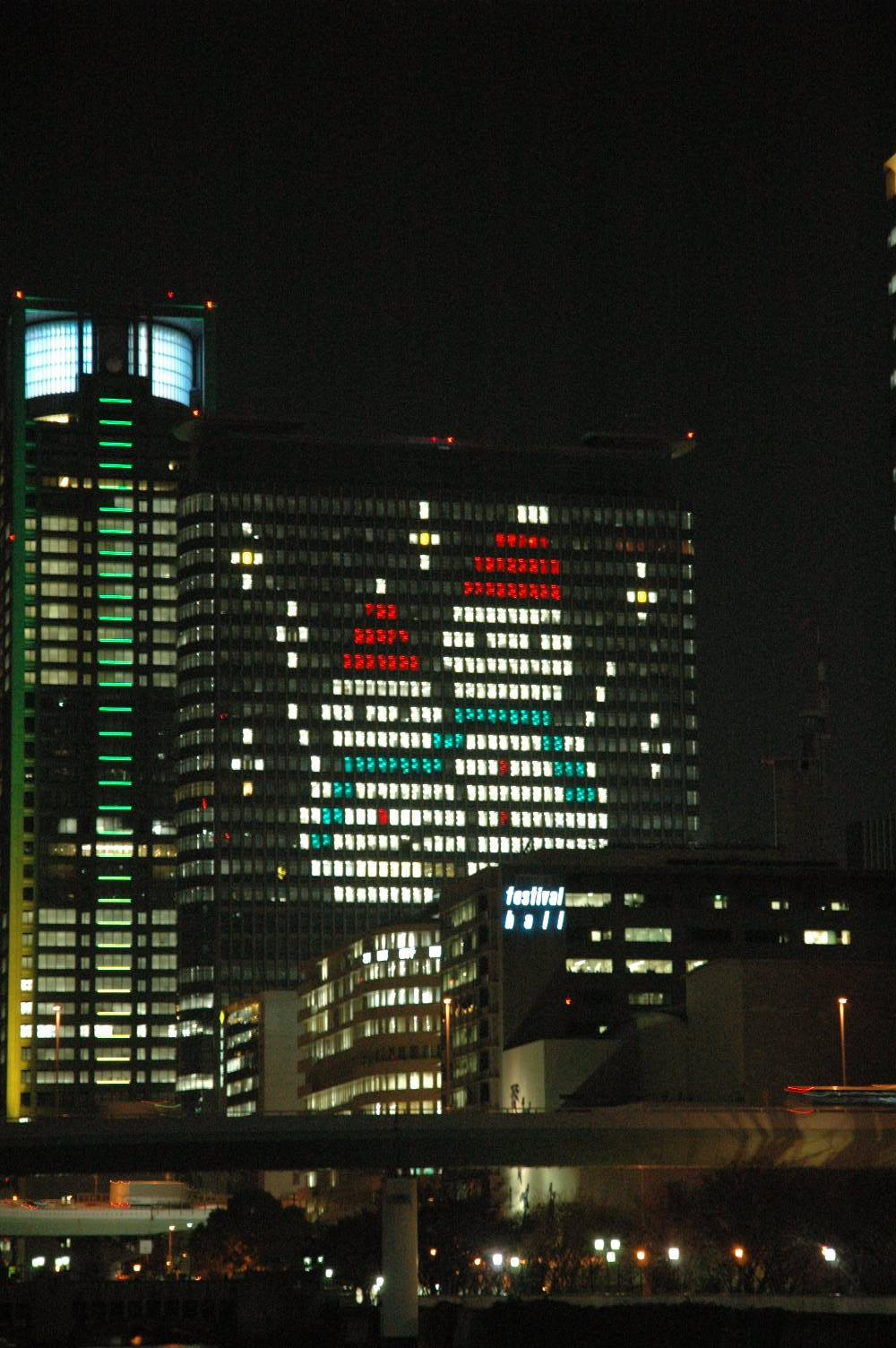
2006年クリスマス （淀屋橋より）
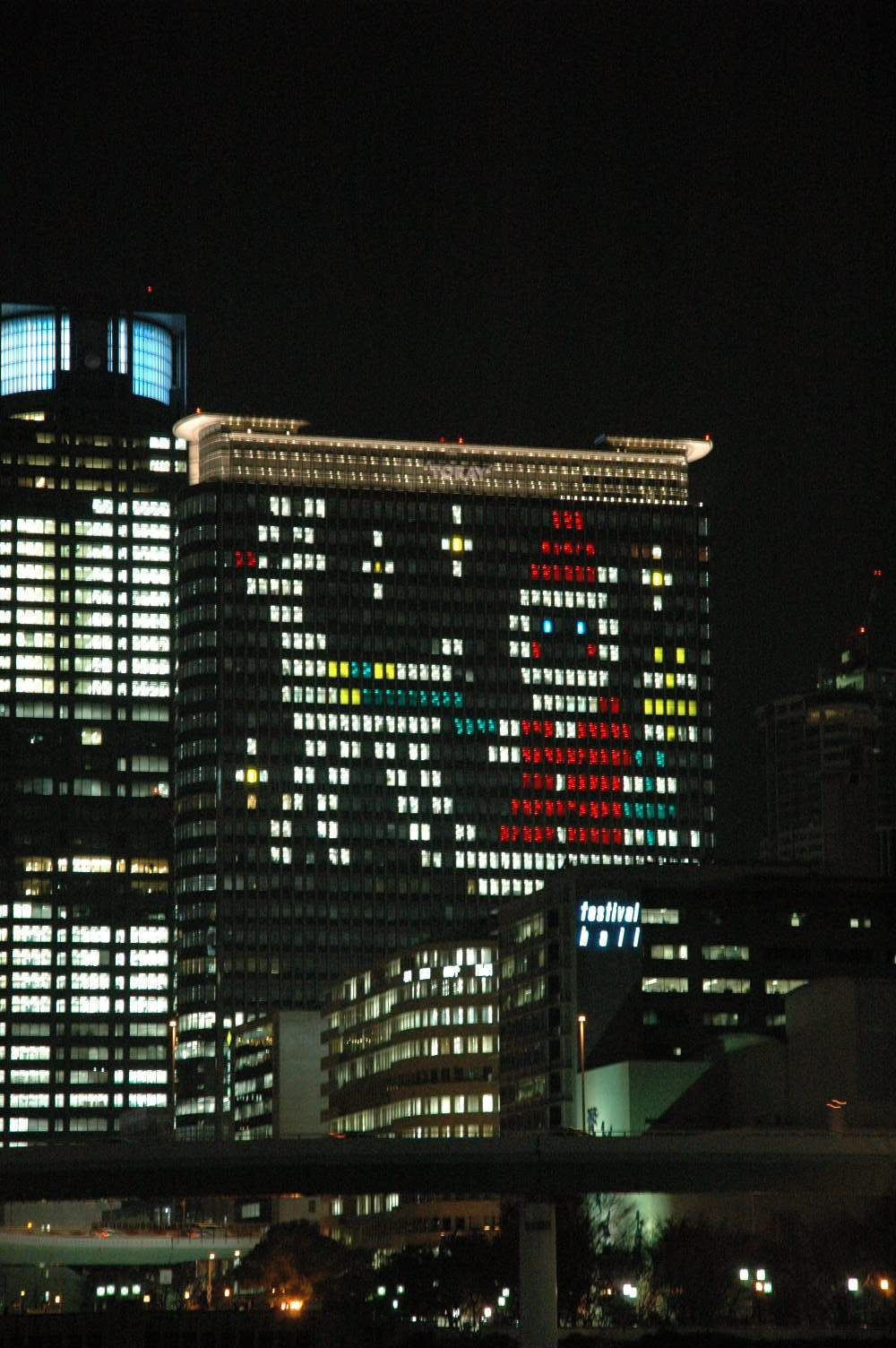
2007年クリスマス （淀屋橋より）
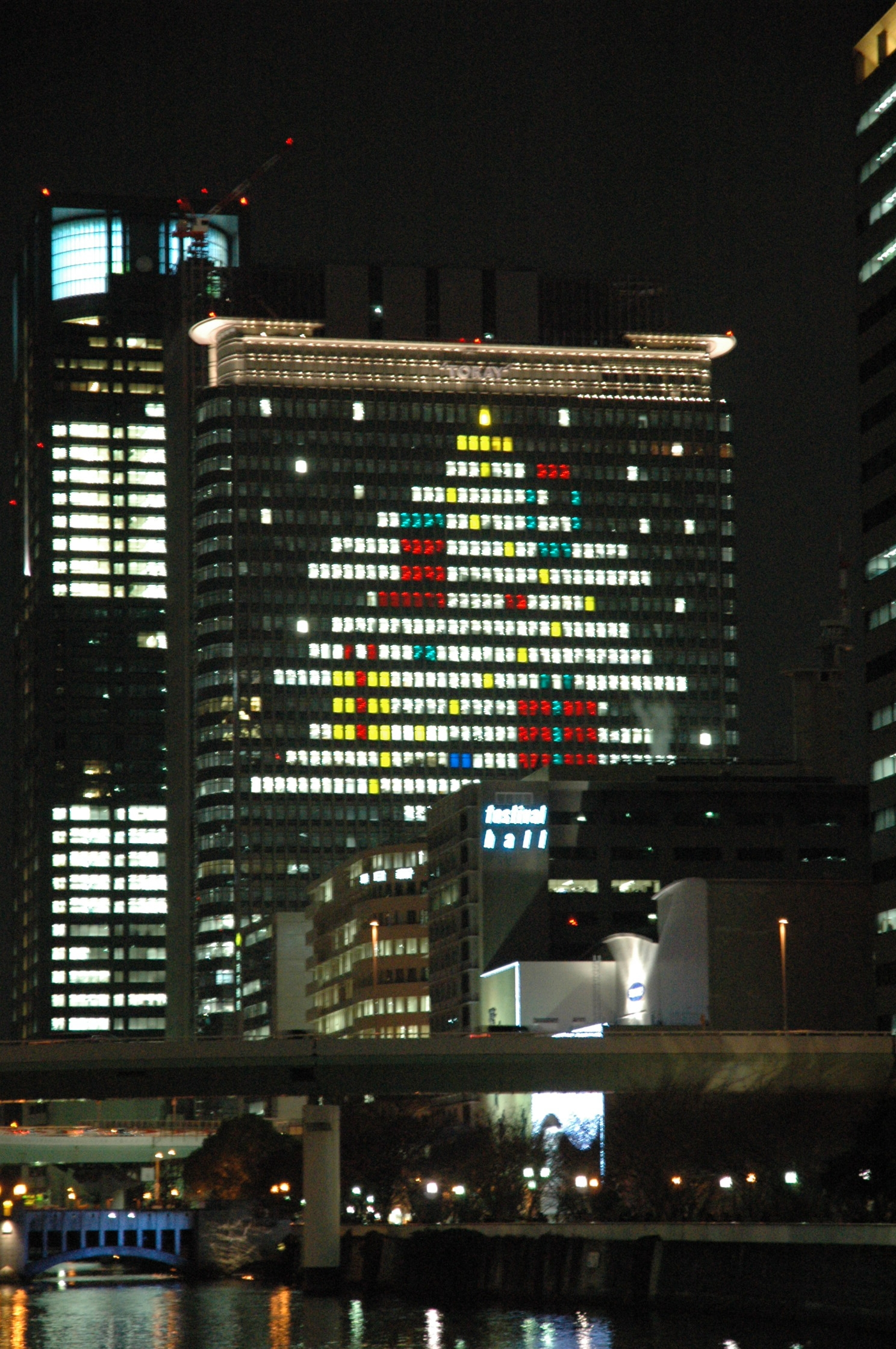
2008年クリスマス・イブ （淀屋橋より）
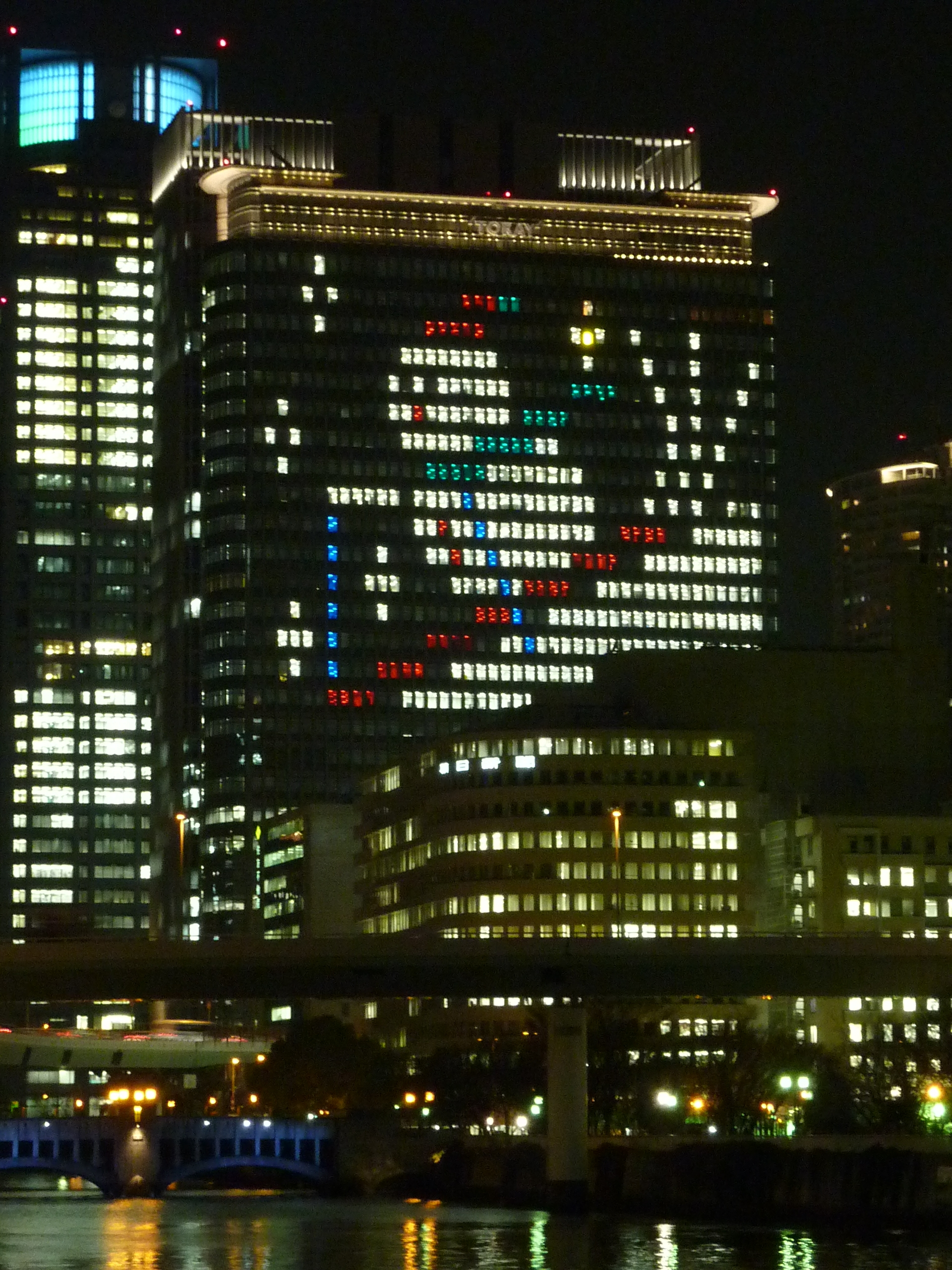
2009年クリスマス・イブ （淀屋橋より）
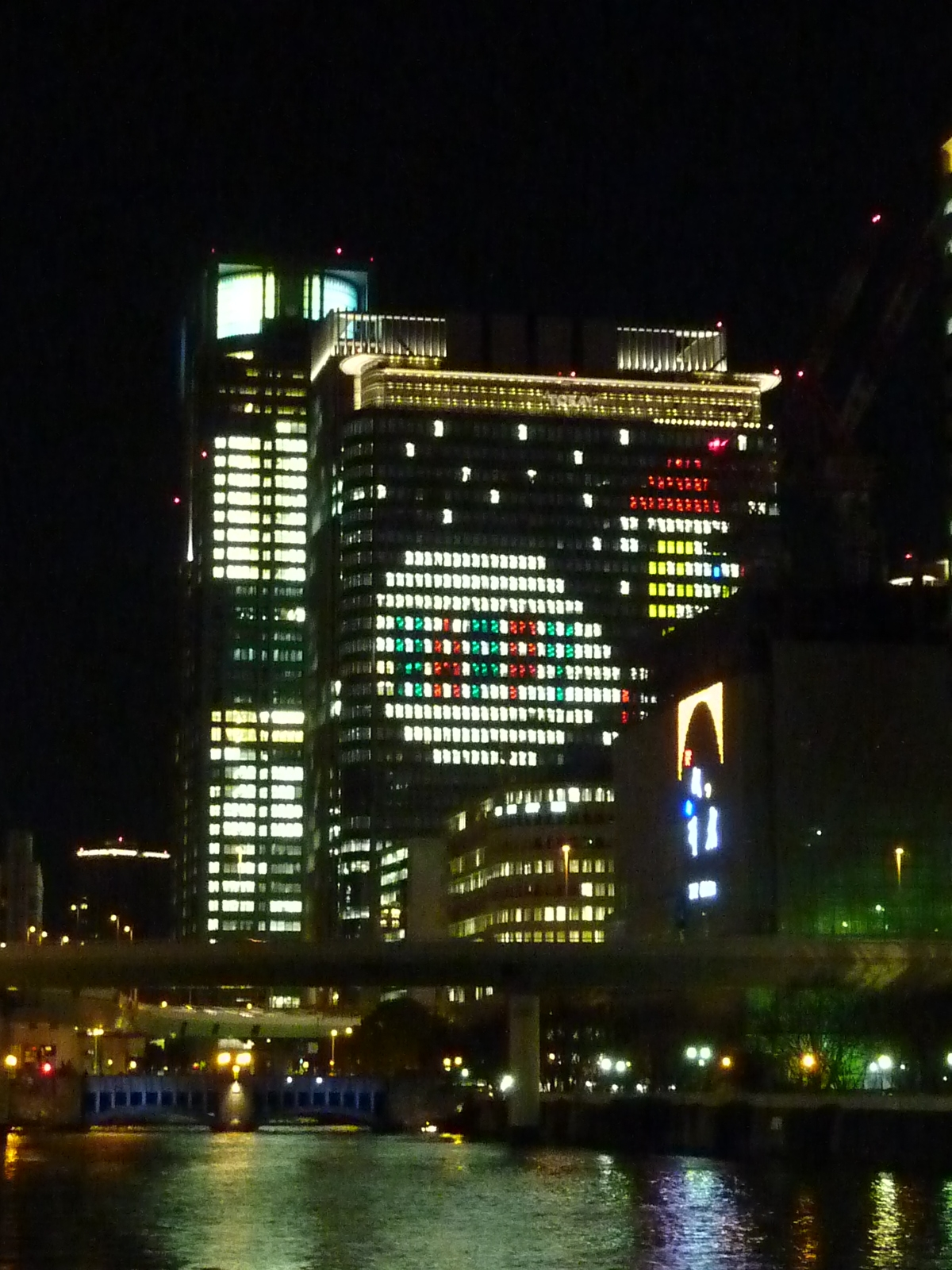
2010年クリスマス・イブ （淀屋橋より）
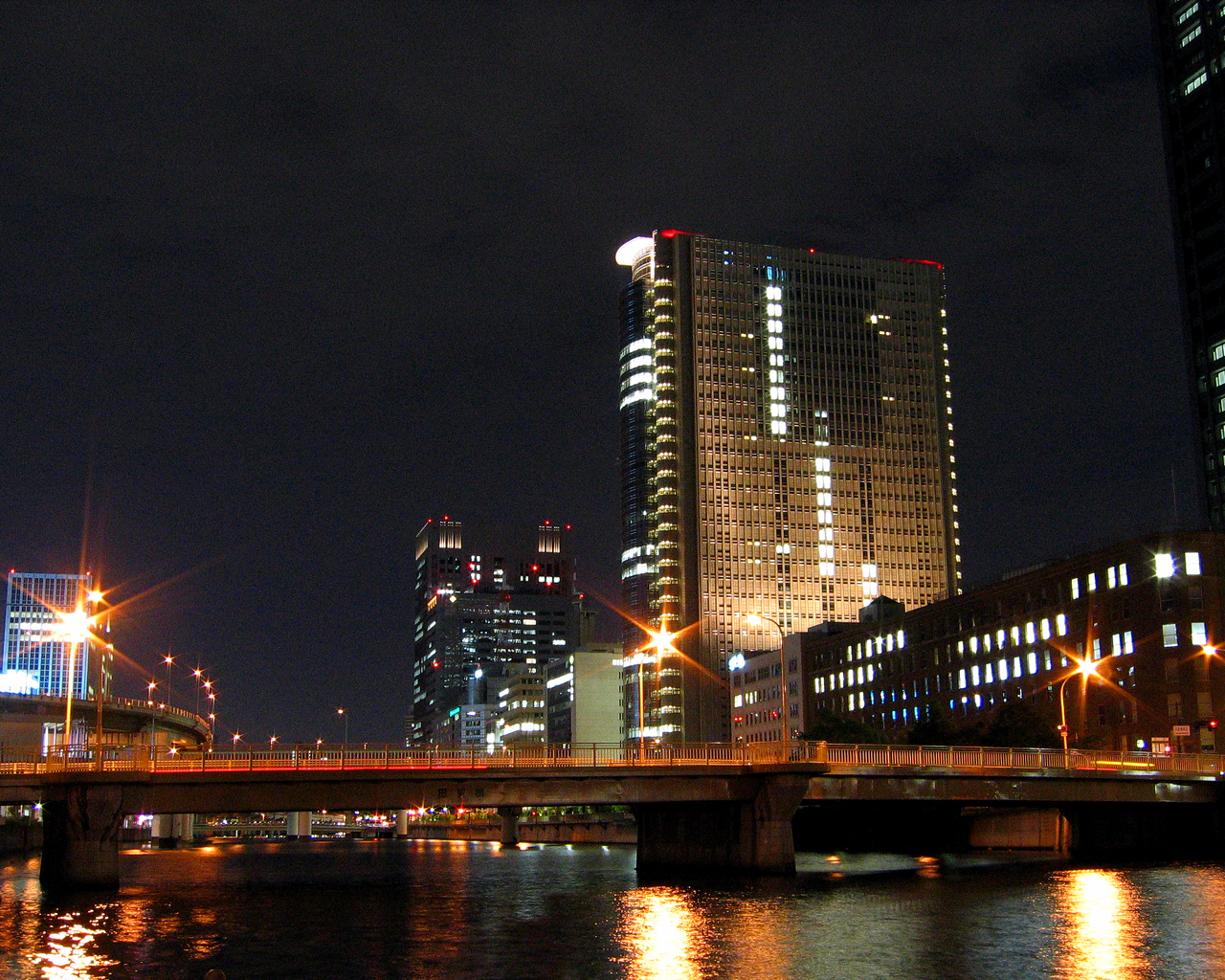
夜の中之島三井ビルディングと田蓑橋
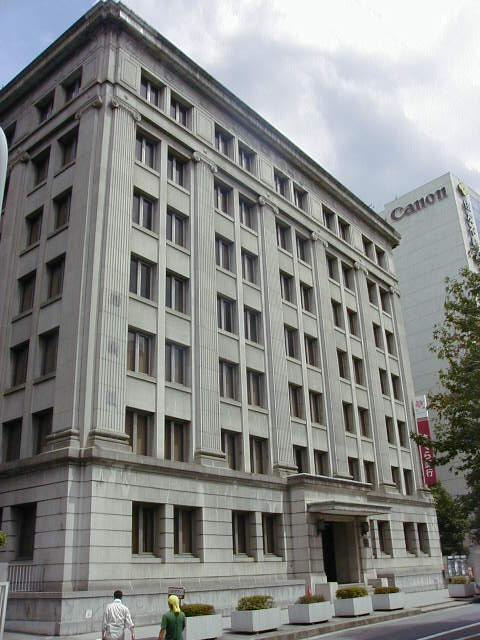
旧中之島三井ビルディング（1999年8月）
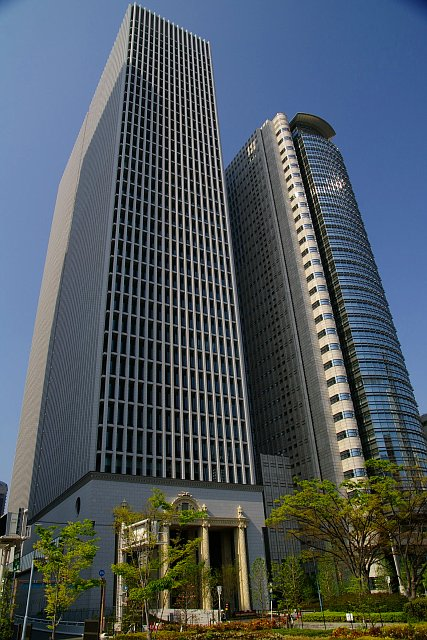
中之島ダイビルと並んで建つ

## 交通アクセス
- 京阪中之島線：渡辺橋駅
- Osaka Metro四つ橋線：肥後橋駅